# پامچال پری
پامچال پری (نام علمی: Primula parryi) نام یک گونه از سرده پامچال است.